# Wacław Weker

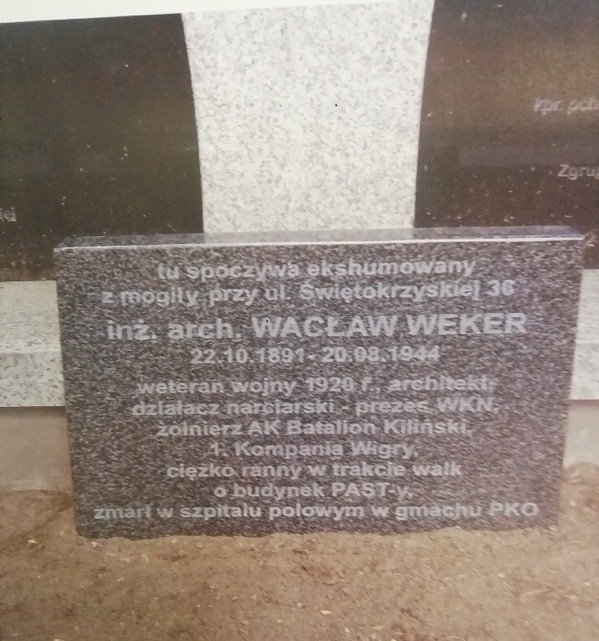
Tablica pamiątkowa na Cmentarzu Wojskowym na Powązkach w Warszawie

Wacław Weker (ur. 22 października 1891 w Krasiłowie, zm. 20 sierpnia 1944 w Warszawie) – polski inżynier architekt.

## Życiorys
W Kijowie ukończył gimnazjum oraz Pierwszą Szkołę Handlową. Następnie, w latach 1910–1914, studiował na Wydziale Architektury w Szkole Sztuk Pięknych w Paryżu. 
31 sierpnia 1923 roku ukończył studia na Wydziale Architektury Politechniki Warszawskiej, jego promotorem był Czesław Przybylski. Po studiach pracował w biurze architektonicznym dyrekcji warszawskich PKP. Od 1927 do 1939 roku prowadził pracownię przy ul. Spacerowej w Warszawie, a mieszkał przy ulicy Nowogrodzkiej 27. W czasie okupacji niemieckiej mieszkał przy ul. Marszałkowskiej 92.
Reprezentował styl funkcjonalistyczny. Był jednym z pionierów modernizmu w stołecznym środowisku młodych absolwentów Wydziału Architektury.

### Działalność niepodległościowa
W Paryżu należał do organizacji narodowych polskiej młodzieży akademickiej (m.in. utrzymywał stosunki z Bolesławem Wieniawą-Długoszowskim i Wacławem Sieroszewskim). Tam też odbył ćwiczenia wojskowe pod kierunkiem pułkownika Jagniątkowskiego. W listopadzie 1918 roku zgłosił się ochotniczo do wojska i został przydzielony do pułku artyleryjskiego. W latach 1919–1920 służył w Wojsku Polskim. Od marca 1919 roku został przerzucony na front małopolski, gdzie przebywał do zimy, przechodząc szlak bojowy aż pod Dźwińsk. W lipcu 1920 roku pełnił służbę w jednym z pociągów pancernych.
W czasie II wojny światowej był członkiem Tajnej Organizacji Wojskowej i Armii Krajowej. W jego mieszkaniu znajdował się „podręczny” magazyn broni. 
W czasie powstania warszawskiego walczył w oddziale „Kuleszy” batalionu „Kiliński”. W ataku na budynek PAST-y 20 sierpnia został ranny i zmarł w szpitalu w gmachu PKO przy Świętokrzyskiej. Pochowany został tymczasowo w mogile pojedynczej na chodniku przy ul. Świętokrzyskiej 36. Po ekshumacji przeprowadzonej 10 października 1945 roku jako NN został pochowany na cmentarzu Wojskowym na Powązkach. 
W 2019 roku dzięki staraniom rodziny miejsce pochówku zostało zidentyfikowane i ustawiono na nim tablicę pamiątkową. 

## Dorobek

### Nagrodzone projekty
- rozplanowanie i zabudowa osiedla w Zagłębiu Dąbrowskim (I nagroda – 1925)
- rozplanowanie osiedla, zabudowa i projekty domów w Łodzi-Nowe Rokicie (II nagroda, wspólnie z architektem Juliuszem Żórawskim) (1928)
- projekt Dworca Głównego w Warszawie (jedna z 3, równorzędna nagroda główna, przy udziale architekta Mirosława Szabuniewicza, 1929)
- projekt Ministerstwa Spraw Zagranicznych (Ujazdów) – zakup projektu przez MSZ po konkursie (1929)
- konkurs SARP na schronisko górskie i na schronisko kajakowe (III i II nagroda – 1935)
- konkurs na Dom Polonii na Nowym Mieście przy ul. Rybaki w Warszawie (IV nagroda – 1938).

### Wykonane projekty
- dom Spółdzielni Inżynierów b. Ministerstwa Kolei Żelaznych (Wawelska 61/Mianowskiego 15) (wybudowany w latach 1926–1927)
- dom mieszkalny Spółdzielni Budowlano Mieszkaniowej „Budowisko” przy ul. Sękocińskiej 17 róg Kaliskiej (budowa 1928–1929 oraz 1931–1934)
- Letnisko dla Towarzystwa Dobroczynności „Dźwignia” w Józefowie (1927–1930) w nieustalonej lokalizacji
- warsztaty reperacyjne wraz z budynkami pomocniczymi i mieszkalnymi dla Międzynarodowego Towarzystwa Wagonów Sypialnych w Warszawie
- Schronisko WKN na Polanie Chochołowskiej w Tatrach (zbudowane w latach 1930–1934, spalone w 1945 roku) Schronisko na Polanie Chochołowskiej

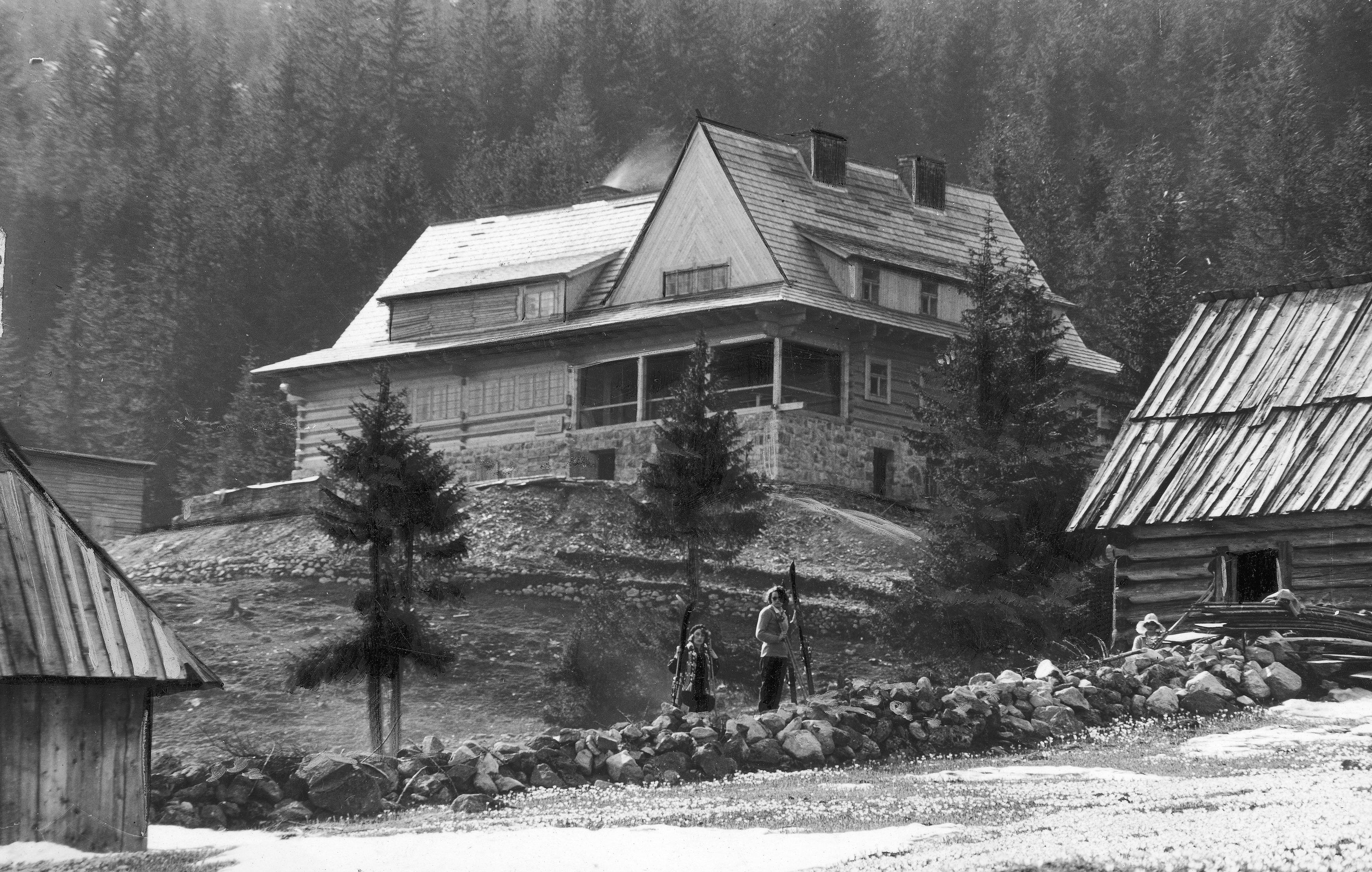
Schronisko na Polanie Chochołowskiej

- dom mieszkalny na Kamiennej Górze w Gdyni (niezrealizowany projekt z 1930 roku)
- dom połączonych Spółdzielni „3 Maja 5” i „Maskota” przy Alei 3 Maja w Warszawie (budowa 1929–1931) (dom został wpisany do rejestru zabytków w 2011 roku)Warszawa, kamienica, al. 3 Maja 5

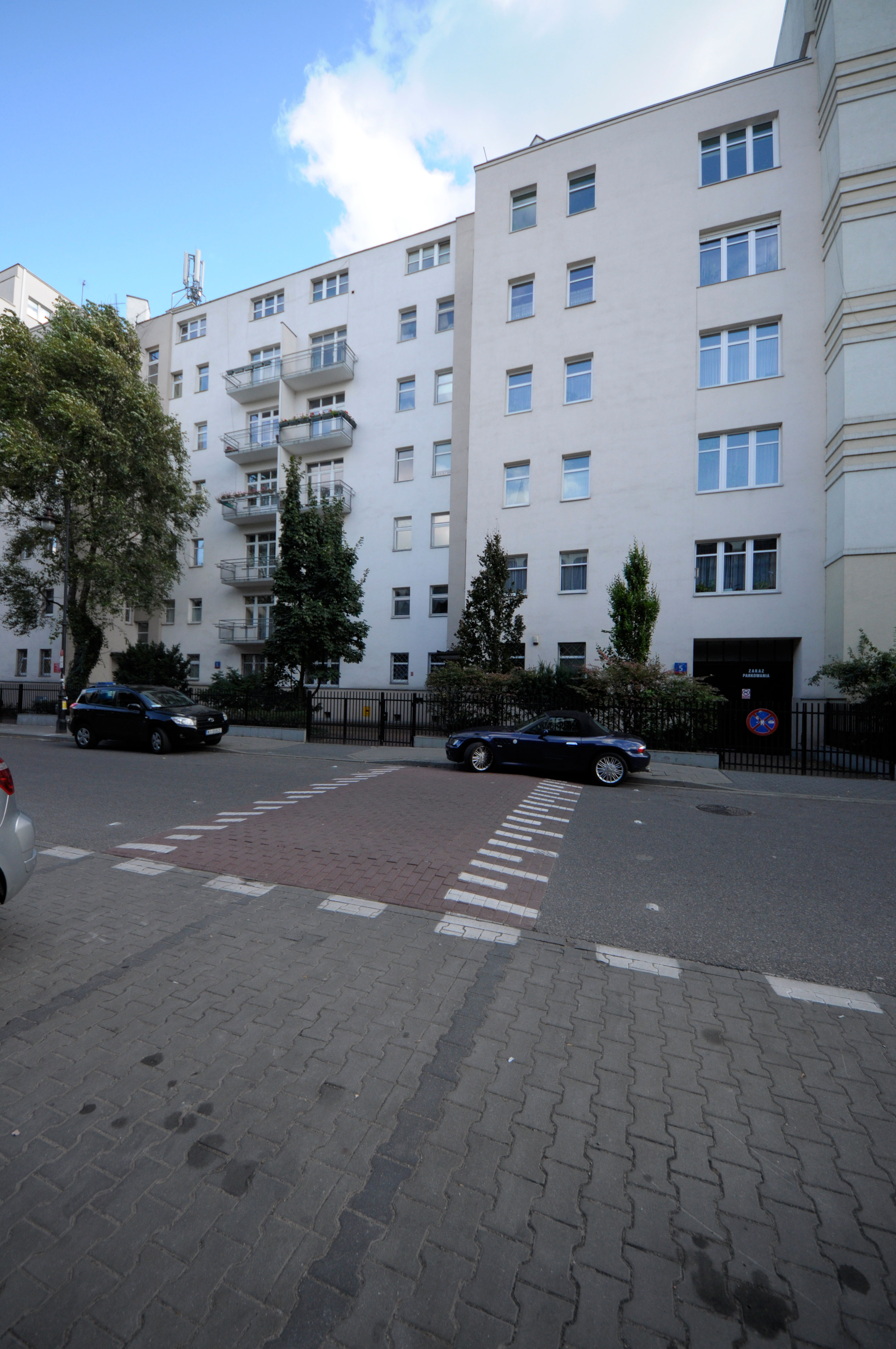
Warszawa, kamienica, al. 3 Maja 5

- drewniany dom letniskowy Arpada Chowańczaka w Nadliwiu koło Łochowa (budowa 1930)
- wnętrza mieszkania 2-izbowego na wystawie „Mieszkanie Najmniejsze” w III kolonii WSM.
- domy mieszkalne dla magistratu m.st. Warszawy na Żoliborzu (wspólnie z architektami Antonim Jawornickim i Józefem Jankowskim) (bud. 1927–1930)
- dom-internat dla studentów Zgromadzenia Sióstr Urszulanek w Warszawie (przy ul. Gęstej/Wiślanej) (budowa w latach 1930–1934)
- hotel spółdzielczy „Jasne Wybrzeże” w Jastarni (niezrealizowany projekt z 1931 roku)
- domy mieszkalne Funduszu Kwaterunku Wojskowego na Okęciu (ul. Astronautów) (1932–1933) w Warszawie i w Słonimie (1934–1936) oraz w Brześciu nad Bugiem (bud. 1937- 38)
- dom mieszkalny – rozbudowa osiedla Miejskiej Kolonii Mieszkaniowej przy ul. Bitwy pod Rokitną/Zajączka (niezrealizowany proj. 1932)
- dwa pokazowe typowe domy mieszkalne w konstrukcji drewnianej – zrealizowane na wystawie budowlanej „Tani Dom Własny” na Bielanach (bud. 1932)
- projekt regulacji terenu Saskiej Kępy oraz terenu przy Królikarni (ok. 1925–1926)
- kamienica Mariana Dziatkiewicza przy ulicy Wiejskiej 14 (bud. 1935–1937)
- dom mieszkalny Spółdzielni Mieszkaniowej „Zacisze” przy ul. Słonecznej 50 (proj. 1928, bud. 1929–1931)
- dom Gorgolewskich  przy ul. Kazimierzowskiej 81 (budowa 1936–1937 – tylko dom tylny)
- dom Zofii Porębskiej przy ul. Szczawnickiej 13 (budowa 1936)
- schronisko WKN w Rafajłowej w Gorganach (budowa 1936–1938) Schronisko w Rafajłowej

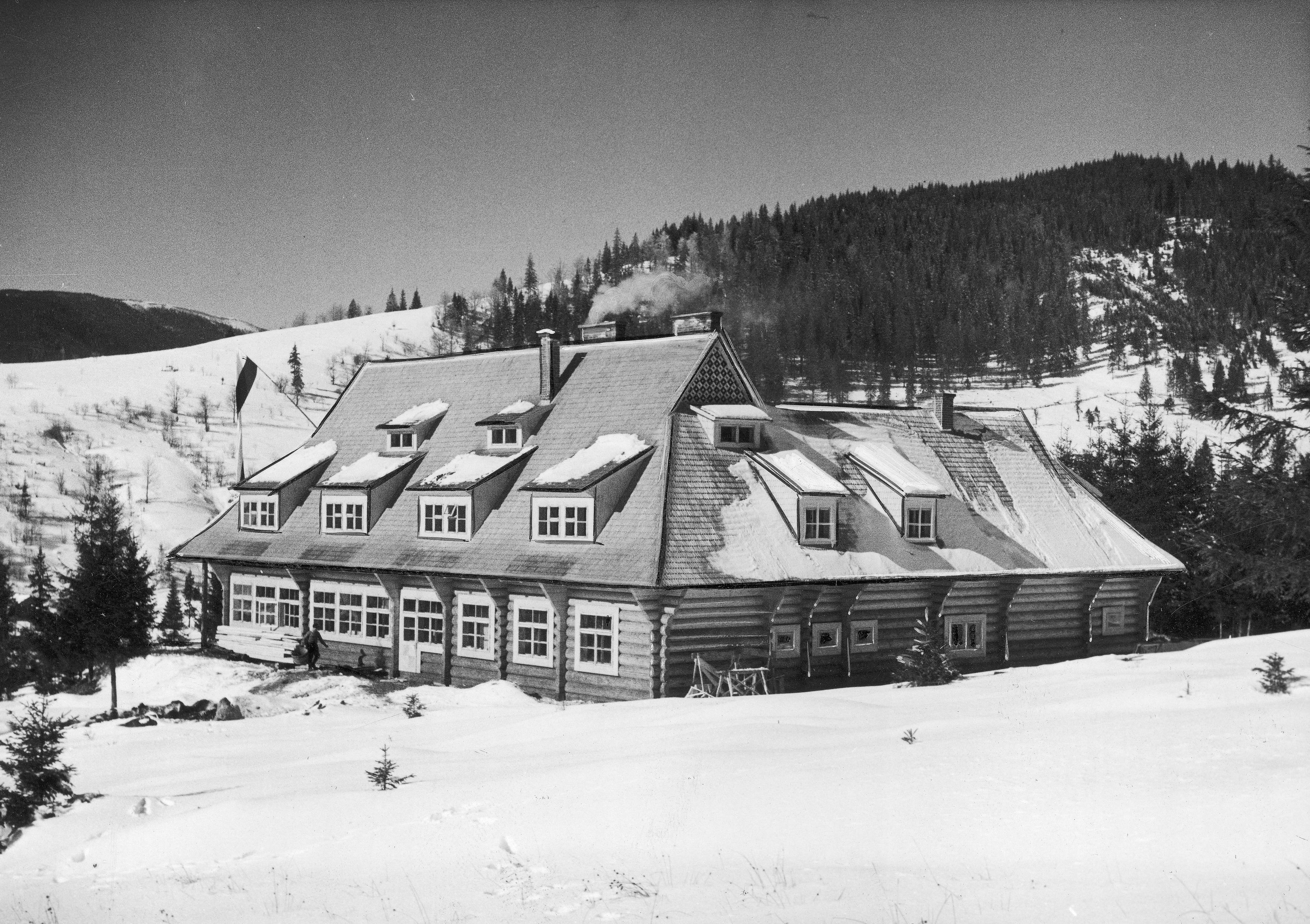
Schronisko w Rafajłowej

- dom mec. Władysława Skoczyńskiego na Dynasach 10[3] (budowa 1937–1938)
- dom Stanisława Klawego przy Francuskiej róg Obrońców (budowa 1939)[1]

## Członkostwo w organizacjach
- kierownik Komitetu Rozbudowy m.st. Warszawy (1925–1927)
- członek współzałożyciel Spółdzielni Budowlano-Mieszkaniowej „Maskota”
- wiceprezes Stowarzyszenia Architektów Polskich (1932–1933)
- prezes Warszawskiego Klubu Narciarskiego (1929–1944)
- honorowy kierownik budowy Schroniska WKN na Polanie Chochołowskiej.
- członek Warszawskiego Towarzystwa Wioślarskiego (jego nazwisko znajduje się na tablicy pamiątkowej znajdującej się na parterze klatki schodowej w budynku Warszawskiego Towarzystwa Wioślarskiego przy ulicy Foksal 19)

## Ordery i odznaczenia
- Złoty Krzyż Zasługi (16 marca 1934)[5]
- Krzyż Niepodległości (1938)[6]

## Życie prywatne
Był synem Romana i Cecylii z Bielińskich. Pochodził z inkorporowanej szlachty kurlandzkiej herbu Drogomir. Miał siedmioro rodzeństwa. Nie założył rodziny.
Jego siostra Cecylia Weker była jedną z głównych oskarżonych w procesie członków tzw. popielowskiego odłamu Stronnictwa Pracy (SP) w 1951 roku.